# 消費税廃止法案
消費税廃止法案（しょうひぜいはいしほうあん）とは、消費税法の廃止を定める日本の法律案の通称。

## 1989年の消費税廃止法案
1989年（平成元年）、消費税が争点となった第15回参議院議員通常選挙で、与党自民党が大敗して過半数割れを起こし、野党が過半数を獲得したねじれ国会において、日本社会党などの野党は11月8日に参議院本会議に「消費税廃止法案」を提出した。
ここでいう「消費税廃止法案」は、狭義には、消費税法の廃止を定める法案である消費税法を廃止する法律案（第116回国会参法第1号）を指す。広義には、これと一括提出された8法案（消費譲与税法を廃止する法律案（同第2号）、地方交付税法の一部を改正する法律案（同第3号）、税制再改革基本法案（同第4号）、法人税法等の一部を改正する法律案（同第6号）、通行税法案（同第7号）、物品税法案（同第8号）、入場税法案（同第9号）、地方税法の一部を改正する法律案（同第10号））を含めた総称。
当時の野党には官僚出身の議員がおらず、かつ質問権以上の官僚の助力を得られずに作成された法案であったため、審議期間中には法案の技術的欠陥がたびたび指摘された。例として以下のものがあった。
- 消費税廃止に伴う物品税復活に関し、軽自動車の定義を間違えている。
- 物品税に関し沖縄に適用される軽減措置についての記載が漏れている。
- 廃止法案関連で物品税（自動車関連）復活後6％になる税率を3％のまま据え置いている。

これに関連し読売新聞などにより、当時の野党の政権担当能力を疑問視する報道がなされた。
12月11日に参議院本会議で採決され、可決された。衆議院では審議未了で廃案となった。

## その後
5年後の1994年（平成6年）6月に、日本社会党の村山富市が首相に指名され、社会党党首を首班とする自社さ連立政権が誕生したが、この政権では消費税の廃止や減税は議論されなかった。逆に、村山内閣は1997年4月を目処に消費税の2%増税を閣議決定している。
消費税廃止法案の参議院可決時、与党幹事長（自民党幹事長）であった小沢一郎（後に消費税の増税法案に反対した）は法案が衆議院に送付されると自民党が過半数を獲得している衆議院において廃案にした。18年後の2007年、第21回参議院議員通常選挙に今度は参議院で野党過半数となった衆参ねじれ国会において、18年前とは逆に小沢一郎は野党第一党首として参議院先議の議員立法で消費税廃止法案を参議院で可決させ、衆議院に送付させる立場になった。